# Saint-Ybars
Saint-Ybars è un comune francese di 671 abitanti situato nel dipartimento dell'Ariège nella regione dell'Occitania.

## Società

### Evoluzione demografica
Abitanti censiti